# Колючниця волохата
Колючниця волохата, пікномон колючий (Picnomon acarna) — вид квіткових рослин з родини айстрових (Asteraceae).

## Біоморфологічна характеристика

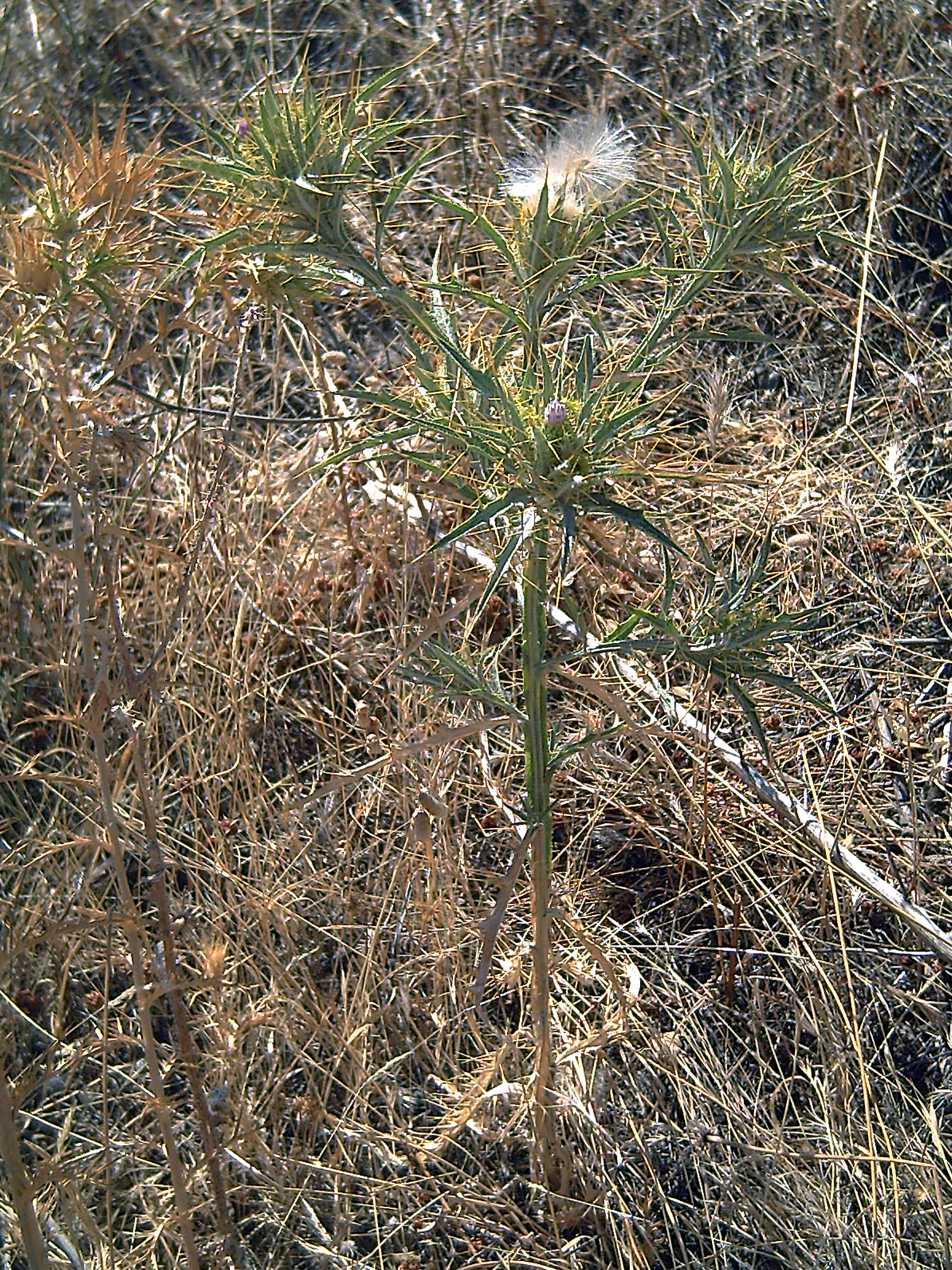

Це однорічна чи дворічна рослина 15–50(70) см, притиснуто- і тонко-павутиниста, з білим, колюче-широко-крилатим стеблами і вузькими колюче-зубчастими черговими листками. Стебла жорсткі, прямі, слабо розгалужені, залистнені. Листки довгасто-ланцетні, 8–12 см завдовжки; нижні та середні — слабо перисто-виїмчасті, на краю коротко-війчасті, на кінці з довгими відігнутими жовтими колючками, шкірясті, сіро запушені. Квіткові голови (кошики) на кінцях гілок поодинокі, сидячі, більш-менш вкриті найвищими листками, багаторядні приквітки остисто-зубчасті. Квітки рожеві або пурпурні, двостатеві 12—18 мм завдовжки. Плід — зворотноконічна сім'янка, 5–5,5 × 2,4–2,6 мм; поверхня гладка, блискуча, від білувато-жовтої до коричневої; папус пір'ястий, має довжину від 14 до 19 міліметрів. 2n = 32.

## Поширення
Зростає на півдні Європи, на північному заході Африки, у Західній і Центральній Азії: Афганістан, Албанія, Алжир, Болгарія, Кіпр, Франція, Греція (у т. ч. Східно-Егейські острови, Крит), Іран, Ірак, Італія (у т. ч. Сицилія), Казахстан, Киргизстан, Ліван, Сирія, Марокко, Північний Кавказ, Ізраїль, Йорданія, Португалія, Румунія, Іспанія (у т. ч. Балеарські острови, Канарські острови), Таджикистан, Азербайджан, Вірменія, Грузія, Туніс, Туреччина (у т. ч. європейська), Туркменістан, Крим — Україна, Узбекистан, Боснія і Герцеговина, Чорногорія, Хорватія, Македонія, Словенія, Сербія; інтродукований до Австралії та Балтійського узбережжя (Фінляндія, Швеція, Естонія).
В Україні вид росте на сухих сміттєвих місцях, біля доріг, поблизу житла, на пасовищах — широко розповсюджений у Криму, особливо по ПБК.